# Acuerdo franco-italiano (1935)

El mapa que muestra la franja de Aouzou, cuya cesión a Italia fue uno de los puntos principales del acuerdo Mussolini-Laval.

El acuerdo franco-italiano (llamado también acuerdo Mussolini-Laval) del 7 de enero de 1935 lo firmaron en Roma el ministro de Asuntos Exteriores francés Pierre Laval y primer ministro italiano Benito Mussolini.

## Antecedentes
Después de la victoria aliada en Primera Guerra Mundial, las grandes potencias vencedoras decidieron que Italia no recibiría los territorios del imperio colonial alemán vencido (que se repartieron entre Francia y el Reino Unido), sino que más adelante obtendría algunas zonas limítrofes de los imperios británico y francés. Los italianos lo consideraron magra recompensa a sus sacrificios en la cruenta guerra y la decisión fue una de las razones de la pujanza del fascismo de Mussolini. Los británicos cedieron la Transjuba keniata a la Somalia italiana en 1925, pero los franceses pospusieron las entregas territoriales hasta mediados de la década de 1930: únicamente aceptaron, por iniciativa del ministro de Asuntos Exteriores Pierre Laval, ceder un pequeño territorio en África oriental y una franja desértica en el Sahara francés.
En 1934, la situación europea había empeorado para Francia e Italia a causa del fallido intento alemán de dominar Austria. Louis Barthou, ministro de Asuntos Exteriores francés, planeaba ya firmar un acuerdo con los italianos que pusiese fin a las disputas entre los dos países; los intentos anteriores habían fracasado por cuestiones de prestigio. El viaje estaba previsto para el 6 de noviembre, pero Barthou fue asesinado el 9 de octubre.

## Negociaciones
Pierre Laval asumió la cartera de Relaciones Exteriores cuatro días después del asesinato de Louis Barthou en Marsella el 9 de octubre de 1934, muerto junto a Alejandro I, rey de Yugoslavia. Continuó con el plan de su predecesor de formar un sistema de seguridad colectiva para desbaratar la amenaza que suponía Hitler en Europa. Pero el viaje para rematar las negociaciones francoitalianas se pospuso a comienzos del año siguiente. El 4 de enero de 1935, Laval viajó a Roma, capital de la Italia fascista, para conocer a Mussolini y dar nuevo brío a las conversaciones franco-italianas, estancadas. El viaje fue el principio de una gira diplomática que pretendía cercar a la Alemania de Adolf Hitler mediante una serie de alianzas. Tras dos días de escasos avances, una reunión privada entre el ministro francés y el presidente del Gobierno italiano concluyó con un acuerdo compuesto por ocho documentos, de los que solo se publicaron cuatro, que se firmó el día 7.

## Contenido del pacto

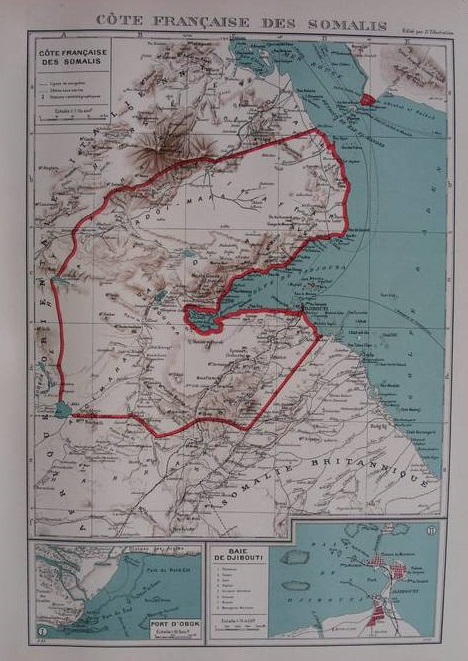
Mapa con la nueva frontera entre la Eritrea italiana y la Somalia francesa según el acuerdo Laval-Mussolini de enero de 1935. La costa de la Somalia francesa se redujo por el sur hasta el estrecho de Bab el-Mandeb.

Los cuatro documentos publicados fueron: una declaración general sobre el pacto, el acuerdo sobre las disputas coloniales francoitalianas en África, el acuerdo sobre la situación de la minoría italiana en Túnez y la propuesta de un pacto de no agresión de los países lindantes con Austria —por entonces amenazada por la vecina Alemania—. Los cuatro que se mantuvieron secretos fueron: la disposición a tratar cualquier infracción alemana de los límites impuestos por el Tratado de Versalles y aún en vigor; un pacto para mantener la situación existente al sur del Mar Rojo; la declaración de desinterés francés en la economía etíope y la promesa italiana de participar en el capital de la línea férrea Adís Abeba-Yibuti, principal vía del comercio exterior etíope.
Laval propuso a Mussolini un tratado que entregaba las tierras de la Somalia francesa (luego Yibuti) en disputa a Eritrea, cambiaba la situación de los italianos en el Túnez francés —Mussolini renunciaba a los intereses italianos en la región— y esencialmente daba a los italianos vía libre para actuar a su albedrío en la crisis abisinia con Etiopía. Italia obtendría también la franja de Aouzou, que dejaría de formar parte del Chad francés a serlo de la Libia italiana (cesión que tuvo cierta trascendencia durante la Segunda Guerra Mundial y en las relaciones posteriores entre Libia y Chad).
A cambio de todas estas concesiones, Francia esperaba (en vano) obtener el auxilio italiano contra una posible agresión alemana. El pacto reflejaba la supuesta determinación de los dos países firmantes para defender la independencia de Austria y oponerse al rearme alemán. Ponía fin además la tensión bilateral por el apoyo italiano a los asesinos de Marsella y a las disputas coloniales. Para Francia, parecía suponer un éxito diplomático que añadía al país vecino en la liga de naciones opuestas al resurgimiento del poderío alemán. Para Italia, el asunto principal era la promesa francesa de no entrometerse en sus planes en Etiopía.
El acuerdo Mussolini-Laval fue promulgado como «ley» por el Parlamento francés el 26 de marzo de 1935, que lo aprobó por amplia mayoría, y también por el italiano, pero no entró en vigor porque no hubo intercambio de ratificaciones entre los dos países. En 1938 Francia repudió el pacto.

## Acuerdos principales
Los puntos principales del acuerdo bilateral fueron:
- La cesión francesa de un reducido territorio en la Somalia francesa al sur la Rahayta eritrea, que pasaba a la Eritrea italiana.[10]
- La entrega del pueblo de Aozou y la circundante franja de Aozou en Chad, que se integraba en la Libia italiana.[17]
- La obtención por parte de Italia de la promesa del Gobierno francés de no estorbar la ocupación italiana de Etiopía.[18][19]